# Aulus Gabinius
Aulus Gabinius († 48 v. Chr. oder Anfang 47 v. Chr. wahrscheinlich in Salona) war ein römischer Politiker und General; er war ein Anhänger des Pompeius und eine wichtige Person in den letzten Jahren der Republik.

## Leben
67 v. Chr. brachte er als Volkstribun mit der Lex Gabinia ein Gesetz durch, das Pompeius die Befehlsgewalt im Krieg gegen die Piraten mit umfangreicher Macht und Kontrolle über das Mittelmeer und bis 50 Meilen (rund 90 Kilometer) ins Land hinein zusicherte. Zwei weitere Maßnahmen des Gabinius untersagten das Verleihen von Geld an ausländische Botschafter (zur Überprüfung der Korruption im Senat) und wiesen den Senat an, ausländischen Gesandtschaften an bestimmten Tagen Audienz zu gewähren (1. Februar bis 1. März).
61 v. Chr. versuchte Gabinius als Praetor die Gunst der Öffentlichkeit zu gewinnen, indem er Spiele in bis dahin unüblicher Größenordnung versprach. 58 v. Chr. gelang es ihm, Konsul zu werden, wobei er sich dem Verdacht der Bestechung aussetzte. In seiner Amtszeit half er Publius Clodius Pulcher, Cicero ins Exil zu schicken. 57 v. Chr. ging Gabinius als Prokonsul nach Syria, wo er Hyrkanos in Jerusalem wieder als Hohenpriester einsetzte, Aufstände unterdrückte, wichtige Änderungen in der Verwaltung Judäas durchsetzte und einige Städte wieder aufbauen ließ.
Während seiner Abwesenheit in Ägypten, wohin er von Pompeius ohne Zustimmung des Senats geschickt worden war, um Ptolemaios XII. wieder als Pharao einzusetzen, wurde Syria von Räuberbanden heimgesucht; Alexander, der Sohn des Aristobulos II., griff wieder zu den Waffen, um Hyrkanos aus seinem Amt zu vertreiben. Mit einigen Schwierigkeiten stellte Gabinius die Ordnung wieder her und übergab im Jahr 54 v. Chr. die Provinz seinem Nachfolger Marcus Licinius Crassus. Die Ritter, die während seiner Amtszeit in Syria heftige Verluste erlitten hatten, brachten ihn, als er vor dem Senat zum Rechenschaftsbericht erschien, wegen dreier Anklagen vor Gericht, die alle ein Kapitalverbrechen betrafen.
Von der Anklage der maiestas (Hochverrat), weil er die Provinz ohne die Zustimmung des Senats und den Sibyllinischen Büchern zum Trotz verlassen hatte, wurde er freigesprochen – es wurde behauptet, die Richter seien bestochen, und auch Cicero, ein Feind des Gabinius, war von Pompeius überredet worden, so wenig wie möglich zu sagen. Im zweiten Anklagepunkt, dem der repetundae (Erpressung im Amt des Statthalters) mit besonderem Hinweis auf die 10.000 Talente, die Ptolemäus ihm für die Wiedereinsetzung gezahlt hatte, wurde er schuldig gesprochen, trotz der Beweise, die Pompeius zu seinen Gunsten anbot, trotz der Zeugen aus Alexandria und der Beredsamkeit Ciceros, der gebeten worden war, in diesem Fall zu plädieren. Nur der Wunsch, Pompeius einen Gefallen zu tun, hatte Cicero dazu bringen können, die Sache zu übernehmen: es wird angedeutet, dass seine nur halbherzige Verteidigungsrede zu Gabinius’ Verurteilung beitrug. Die dritte Anklage, die des ambitus (Rechtswidrigkeiten bei der Prüfung seiner Wahl zum Konsul), wurde danach fallen gelassen; Gabinius ging ins Exil, sein Eigentum wurde beschlagnahmt.
Nach dem Ausbruch des Bürgerkriegs wurde er 49 v. Chr. von Caesar zurückgerufen. Gabinius trat in Caesars Dienste, trat aber nicht aktiv gegen seinen früheren Schirmherrn Pompeius auf. Nach der Schlacht von Pharsalus wurde er beauftragt, einige kürzlich ausgehobene Truppen nach Illyricum zu bringen. Auf dem Landweg dorthin wurde er von den Dalmatern angegriffen. Nur mit Mühe gelang es ihm, bis Salona zu gelangen. Hier verteidigte er sich tapfer gegen die Angriffe des pompeianischen Befehlshabers Marcus Octavius, starb aber nach wenigen Monaten (48 v. Chr. oder Anfang 47 v. Chr.) an einer Krankheit.